# C'est pas le pied, la guerre ?
Pour plus de détails, voir Fiche technique et Distribution.
C'est pas le pied, la guerre ? est un documentaire français réalisé par Fred Hissbach, diffusé en 2011.

## Contenu
Le documentaire est une compilation d'images tournées par plusieurs soldats français en Afghanistan, dans la vallée de Kapissa, à l'été 2008, à l'insu de leur hiérarchie. 
La plupart des images ont été tournées par Tony et Maxime, deux militaires français. Elles ont été transmises au réalisateur, qui a attendu leur départ de l’armée pour les rendre publiques. Le documentaire est rythmé par les témoignages des deux anciens soldats.
Pour le producteur Christophe Koszarek, « les soldats se sont filmés comme on filmerait nos vacances, et cela peut choquer (...) Mais ces jeunes ont grandi avec la téléréalité, ils ont l'habitude de balancer leurs vidéos sur internet. Les images n'étaient pas destinées à être diffusées ». Pour le réalisateur, il s'agit d'un « journal intime de gamins de 20 ans qui jouent à la guerre ».

## Fiche technique
- Titre : C'est pas le pied la guerre ?
- Réalisateur : Fred Hissbach
- Société de production : Jaraprod
- Pays d'origine :  France
- Langue : français
- Genre : documentaire
- Durée : 51 minutes
- Date de diffusion : France : 29 septembre 2011 (émission Infrarouge de France 2)[3].

## Accueil critique
Pour l'Humanité, le documentaire présente des « tranches de vie inédites filmées comme remède à l’ennui, par des soldats français en Afghanistan. Ces images sous le manteau rompent avec les habituels reportages de guerre et dévoilent un aspect méconnu de la vie de ces hommes ». Selon Sonia Devillers, le film incarne la façon dont l'usage d'internet raconte la guerre. Pour La Dépêche, « c'est la guerre, telle que les militaires français la vivent, et telle que nous ne l'avons encore jamais vue (...) un film choc, un « Full Metal Jacket » tourné avec des smartphones sur le quotidien des militaires en Afghanistan ». Pour Libération, « le ton général du documentaire dénonce l’horreur de la guerre en Afghanistan, un « bourbier dans lequel la France s’enlise », les combats absurdes durant lesquels les soldats tirent à l’aveugle et ont peur de prendre une balle perdue venant des Américains ou de l’armée afghane, ainsi que le discours des autorités vantant une « guerre propre », sans cadavres et sans dommages collatéraux parmi les civils ».
En 2021, une courte séquence du film est utilisée par Juan Branco puis Idriss Sihamedi dans un contexte polémique.

## Distinction
- Lauréat 2011 du prix Télémaques de l'association Savoir au présent[5].